# لویک گیون
لویک گیون (انگلیسی: Loïc Guillon؛ زادهٔ ۱۱ ژانویهٔ ۱۹۸۲) بازیکن فوتبال اهل فرانسه است.
از باشگاه‌هایی که در آن بازی کرده‌است می‌توان به باشگاه فوتبال ونس، باشگاه فوتبال آنژه، و باشگاه فوتبال نانت اشاره کرد.